# Подзор (архитектура)

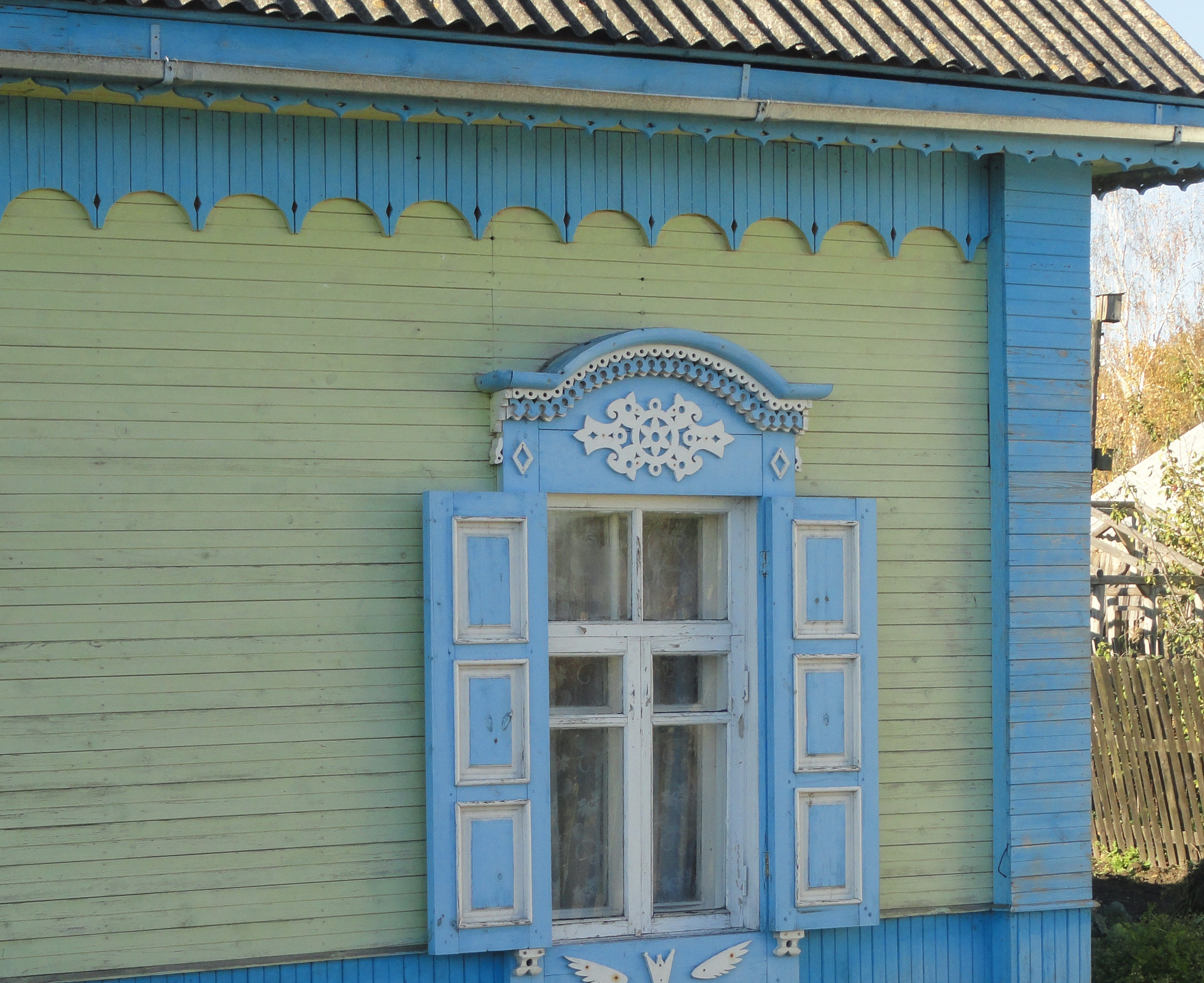
Подзор под свесом крыши

Подзо́р — украшение в архитектуре, декоративные деревянные доски с глухой или сквозной резьбой или металлические полосы с прорезным узором, окаймляющие свесы кровли. С повсеместным распространением с середины XIX века ажурной резьбы в домовом декоре стали широко использоваться подзоры с пропильным или накладным орнаментом разных форм. На домах в Архангельской и Олонецкой губерниях подзоры, как правило, не ставили.
В мебели подзором называется доска или брусок, прикреплённые снизу к выступающему элементу конструкции (полки, консоли и т. п.). Обычно нижний край подзора имел декоративный силуэт, а лицевая сторона украшалась накладками или резьбой.